# Sannat, Creuse
Sannat är en kommun i departementet Creuse i regionen Nouvelle-Aquitaine i de centrala delarna av Frankrike. Kommunen ligger i kantonen Évaux-les-Bains som tillhör arrondissementet Aubusson. År 2022 hade Sannat 347 invånare.

## Befolkningsutveckling
Antalet invånare i kommunen Sannat
Referens:INSEE